# Гамільтон-Сіті (Каліфорнія)
Гамільтон-Сіті (англ. Hamilton City) — переписна місцевість (CDP) в США, в окрузі Гленн штату Каліфорнія. Населення — 2263 особи (2020).

## Географія
Гамільтон-Сіті розташований за координатами 39°44′32″ пн. ш. 122°0′45″ зх. д. / 39.74222° пн. ш. 122.01250° зх. д. (39.742231, -122.012536).  За даними Бюро перепису населення США в 2010 році переписна місцевість мала площу 0,81 км², уся площа — суходіл.

## Демографія
Згідно з переписом 2010 року, у переписній місцевості мешкало 1759 осіб у 510 домогосподарствах у складі 431 родини. Густота населення становила 2179 осіб/км².  Було 539 помешкань (668/км²).
Расовий склад населення:
| - 47,4 % — білих - 1,3 % — корінних американців - 1,0 % — чорних або афроамериканців - 0,9 % — азіатів - 45,7 % — осіб інших рас |

До двох чи більше рас належало 3,7 %. Частка іспаномовних становила 84,7 % від усіх жителів.
За віковим діапазоном населення розподілялося таким чином: 30,1 % — особи молодші 18 років, 60,0 % — особи у віці 18—64 років, 9,9 % — особи у віці 65 років та старші. Медіана віку мешканця становила 29,6 року. На 100 осіб жіночої статі у переписній місцевості припадало 103,8 чоловіків;  на 100 жінок у віці від 18 років та старших — 106,6 чоловіків також старших 18 років.
Середній дохід на одне домашнє господарство  становив 46 296 доларів США (медіана — 33 257), а середній дохід на одну сім'ю — 47 302 долари (медіана — 34 071). Медіана доходів становила 37 083 долари для чоловіків та 18 958 доларів для жінок. За межею бідності перебувало 22,0 % осіб, у тому числі 37,6 % дітей у віці до 18 років та 8,9 % осіб у віці 65 років та старших.
Цивільне працевлаштоване населення становило 638 осіб. Основні галузі зайнятості: сільське господарство, лісництво, риболовля — 37,6 %, роздрібна торгівля — 14,4 %, освіта, охорона здоров'я та соціальна допомога — 13,8 %.